# 格莱美奖年度歌曲
葛萊美獎年度歌曲(英語：Grammy Award for Song of the Year）是美國國家錄音藝術與科學研究院頒發的獎項，意在“獎勵唱片工業中取得的藝術成就、技術成果和整體的卓越貢獻，而不考慮銷量和榜單成績”。年度歌曲是該獎四個最重要獎項之一（另三個分別為年度專輯、年度製作和最佳新人），自1959年第1屆葛萊美獎起開始頒發。與年度製作不同，年度歌曲獎勵的是新發布的歌曲的詞曲作者。